# 香西元盛
香西 元盛（こうざい もともり）は、戦国時代の武将。管領・細川高国の重臣。

## 生涯
丹波国の有力国人である波多野元清の実弟で、柳本賢治の兄にあたる（『二水記』大永6年11月5日・『細川両家記』大永6年7月13日条）。
細川高国の命令により、永正4年（1507年）に香西元長が没した後に当主不在となった香西氏（上香西氏）の名跡を継いだ（諱の「元」の字も香西家の慣例により付けたものである）。元盛は細川高国に仕え、大永4年（1524年）10月、次兄・柳本賢治と共に高国と対立する細川晴元の残党を和泉国で打ち破った。
しかし、大永6年（1526年）7月13日、細川尹賢の讒言を信じた高国によって上意討ちにされた。元盛は武将としての力量はあったが教養が無く、文盲であったという。このため尹賢は元盛が細川晴元や三好元長に対して内通を約しているという偽造文書を作り上げて高国に讒訴し、それを高国が信じたのが事の起こりとされる。
死後、兄の元清・弟の柳本賢治らが高国の暴挙に激怒して挙兵し（桂川原の戦い）、この事件は高国政権崩壊の契機となった。なお、この戦いでは柳本賢治の弟である香西源蔵が17歳で戦死したと伝えられているが、この人物は波多野家の出身ではなく、柳本氏か（賢治が最初に養子に入った）岩崎氏より、賢治の推挙によって香西氏の当主に立てられたとみられる。